# Consulat de Montpellier
Le consulat de Montpellier est le premier gouvernement communal qui a administré la ville de Montpellier entre 1204 et 1789.
Les magistrats principaux de la ville étaient les consuls majeurs (consols majors en occitan ancien). Toutes les magistratures, comme dans la Rome antique, étaient annuelles. Les consuls majeurs étaient au Moyen Âge élus le 1er mars, pour une entrée en fonction le 25, jour de l'annonciation et premier jour de l'année montpelliéraine. Jusqu'en 1388, ils étaient au nombre de douze, et pendant l'époque moderne il y en avait six.

## Historique
Le consulat de Montpellier est considéré comme une référence de gouvernement communal médiéval, par son efficacité et le développement qu'a connu la ville au moment où il était le principal pouvoir en exercice, sous les royaumes d'Aragon et de Majorque, mais aussi par l'importance de sa charte fondatrice, texte particulièrement élaboré et fort, qui permit au pouvoir du consulat de s'accroître durant la première moitié du XIIIe siècle.
L'administration de la ville reposait sur un système de représentation par les métiers : chaque métier de la ville avait un consul de métier pour chef, et l'ensemble des métiers étaient regroupés en sept "échelles" équivalentes aux "Arts" de Florence mais antérieurs à ceux-ci. Les échelles avaient pour noms ceux des jours de la semaine, car chacune était chargée de garder la ville et de s'occuper de l'ouverture et de la fermeture de ses portes le jour de la semaine correspondant. Les officiers communaux chargés de l'entretien des fortifications de la ville étaient simplement nommés "ouvriers de la commune clôture"; il y en avait un par échelle.
La personne chargée de l'exercice de la justice était le bayle. Si à l'origine c'est un représentant du seigneur, à partir de 1223 les consuls majeurs décident de la personne qui exercera la fonction.
Des consuls de mer et des consuls sur mer, ainsi que des consuls d'outre-mer sont chargés de veiller aux intérêts commerciaux et diplomatiques des Montpelliérains tout autour de la Méditerranée dans les comptoirs de la ville.
La suprématie de certains métiers était très nette dans le gouvernement communal : sur les douze consuls majeurs médiévaux, les deux premiers élus devaient être des changeurs (banquiers) et les deux suivants des drapiers, tandis que les lauradors (laboureurs ou paysans), bien plus nombreux dans la population que les changeurs ou drapiers, n'étaient représentés que par un seul consul majeur.
Le consulat de Montpellier se distingue cependant par sa forte autonomie durant ses premières cent cinquante années d'existence : la ville de Montpellier a été quasiment indépendante durant cette période. Les crises de la seconde moitié du XIVe siècle et le rattachement de la ville à la couronne de France en 1349 sonnent le glas de cette autonomie, et très vite la ville se retrouve sous domination royale. Dès lors le consulat n'est plus qu'une administration parmi d'autres, et c'est le lieutenant du roi qui détient la réalité du pouvoir en ville. Cette évolution est générale dans tout le royaume à cette époque.
« À Arles, à Avignon, à Nîmes, des consuls sont chevaliers, à égalité ou en majorité. »
« Montpellier occupe une place particulière quand on compare son consulat à celui des autres gouvernements des villes méridionales : aucun noble ne dispose, à ce seul titre, d’une place réservée dans le consulat comme cela est le cas pour de nombreux corps de métiers. La ville n’a pas donné lieu à une opposition entre chevaliers et bourgeois, n’ayant pas connu de gouvernement à caractère aristocratique. La qualité des futurs consuls compte moins que la situation économique des membres de la magistrature municipale. Dans toutes les villes, les consuls ne représentent pas tous les habitants de la ville mais sont issus d’une partie de la communauté détenant un pouvoir économique qui est une voie d’accès au pouvoir politique. Le corps qui dirige la ville est le corps qui dirige la vie économique. Aucun rôle permanent n’est reconnu à l’ensemble des habitants ; néanmoins par le truchement des consuls, des habitants peuvent prendre en mains l’administration de leur ville. Le rôle politique accroit la notabilité des élus et confirme leur appartenance à un cercle oligarchique, dans un contexte d’essor urbain. Le seigneur bâtit un « contre-pouvoir » en cherchant l’appui de l’ensemble du corps social, et en particulier le soutien des habitants qui ne sont pas membres du gouvernement consulaire.
Les différents consulats méridionaux ne correspondent pas à une véritable forme de gouvernement démocratique où le peuple exercerait une part, même minime, du pouvoir, par représentants interposés. Les consuls constituent, en pratique, un gouvernement de type aristocratique dans le sens où le pouvoir serait aux mains d’une petite catégorie de citoyens réputés les meilleurs, ou plutôt un gouvernement oligarchique quand le pouvoir est exercé par un petit nombre d’habitants appartenant à quelques familles. Néanmoins le développement d’une aristocratie consulaire accompagne l’existence d’une communauté soudée, dotée d’un statut. »